# Urophycis cirrata
Urophycis cirrata är en fiskart som först beskrevs av Goode och Bean, 1896.  Urophycis cirrata ingår i släktet Urophycis och familjen fjällbrosmefiskar. Inga underarter finns listade i Catalogue of Life.

## Bildgalleri